# Мельников, Алексей Юрьевич
Алексе́й Ю́рьевич Ме́льников (род. 8 апреля 1964, Москва, РСФСР, СССР) — российский политик, член Бюро Российской объединённой демократической партии «Яблоко»; депутат Государственной Думы 1-3 созывов (1994—2003).

## Биография
По окончании школы работал лаборантом кафедры нормирования и охраны труда Московской сельскохозяйственной академии (1981—1982), токарем ВНИИ неорганических материалов (1982—1983).
С 1988 года, окончив экономический факультет МГУ, работал стажёром-исследователем, затем младшим научным сотрудником Института экономики АН СССР.
В конце 1990 года был одним из учредителей Центра экономических и политических исследований (Москва) и работал в нём старшим научным сотрудником по 1993 год. Будучи несогласным с Указом № 1400 Президента РФ (от 21.9.1993) и расстрелом Белого Дома, осенью 1993 года решил заняться политической деятельностью. По списку избирательного блока «Явлинский — Болдырев — Лукин» в декабре 1993 года был избран депутатом Государственной Думы Федерального Собрания Российской Федерации I созыва; входил в состав Комитета Государственной Думы по экономической политике. В 1994—1995 годы состоял в партии «Демократическая альтернатива» (ДА!), был членом её Московского городского комитета (московская организация входила в московское отделение блока «Явлинский — Болдырев — Лукин» на правах коллективного члена). В январе 1995 года был избран также членом Федерального бюро (высшего исполнительного органа) объединения «Яблоко».
17 декабря 1995 года был избран депутатом Государственной Думы Федерального Собрания Российской Федерации II созыва по федеральному списку избирательного объединения «Яблоко»; входил во фракцию «Яблоко». В течение всего созыва был председателем подкомитета по инвестициям в природные ресурсы Комитета Государственной Думы по природным ресурсам и природопользованию, один из авторов законодательства по Соглашению о разделе продукции. В январе 1996 года повторно избран членом Федерального бюро объединения «Яблоко».
19 декабря 1999 года был избран депутатом Государственной Думы Федерального Собрания Российской Федерации III созыва по федеральному списку Избирательного объединения «Яблоко»; входил во фракцию «Яблоко», был членом Комитета по бюджету и налогам членом счётной комиссии Государственной Думы. В период работы в третьем созыве Думы активно выступал за увеличение ставки акциза на табачные изделия.
В 2003 году баллотировался в Государственную думу IV созыва по федеральному списку избирательного объединения «Яблоко»; партия не преодолела 5%-ный барьер и не получила мест в Госдуме по партийным спискам.
В 2005 году публично выступал в поддержку соглашений о разделе продукции, считая, что они эффективнее, чем лицензионный контроль деятельности государством и обеспечивают приток новых технологий в страну.